# 리미 (장군)
리미(중국어 정체자: 李彌, 병음: Lǐ Mí; 1902년 11월 4일 – 1973년 3월 10일)는 반공 포위 공격, 중일 전쟁, 국공 내전에 참전한 고위 국민당 장군이다. 그는 중국 공산군과 일본 제국 육군 모두에게 주목할 만한 승리를 거둔 몇 안 되는 중국국민당 지휘관 중 한 명이었다. 1949년 중화인민공화국 건국 이후, 그는 군대를 미얀마와 태국으로 철수시켜 공산주의 점령 지역으로 게릴라 습격을 계속 감행했다.

## 초기 생애 및 경력
리미는 윈난성 텅충현에서 태어났다. 그는 어려운 어린 시절을 보냈지만 가족들의 노력으로 현대 교육을 받을 수 있었다. 1924년, 그는 광둥성으로 가서 황푸군관학교 4기생으로 입학했다. 그는 동기생인 후롄, 장링푸, 류위장, 린뱌오와 함께 북벌에 참여했다. 반공 포위 공격 중에 그의 상관인 천청 장군은 그를 공산주의 동조자로 비난하며 그의 부대를 장악하려 했다. 리미는 장제스에게 자신의 충성심을 증명할 수 있었고, 중국국민당 국민당이 막 점령한 "붉은 지역" 중 한 곳의 현령으로 임명되었다.
1930년대 초 리미는 쉐웨 장군의 참모진에 합류하여 정예 국민당 부대를 이끌고 장시 소비에트에서 공산군을 몰아냈다. 리미는 후퇴하는 공산군을 추격하여 1,000마일 이상을 도보로 장정하며 뒤를 쫓았다. 공산군이 중국 북부에 거점을 마련한 후, 리미는 허룽과 예팅 같은 유명한 홍군 지휘관을 격파하고 공산당이 이전에 점령했던 영토를 점령하는 데 도움이 되는 전투 계획을 고안했다. 중일 전쟁 발발 시점까지 리미는 대령으로 승진했다.

## 중일 전쟁
중국과 일본 간의 전쟁이 발발하자, 장제스는 리미가 국민당 정부에 대한 충성심에 대한 소문이 돌자 그를 정규군으로 전속시켰다. 그의 군단장은 리미의 충성심을 보증함으로써 확실한 체포와 처형으로부터 그를 구해냈다. 1940년, 리미는 제1명예사단 지휘관으로 승진하여 화중에서 일본 제국 육군에 맞서 싸웠고, 일본 비행장을 파괴하는 데 성공했다. 1940년 그는 두위밍 장군과 추칭취안 장군과 함께 쿤룬관 전투에 참여하여 일본 여단 하나를 전멸시켰다. 1944년 그는 웨이리황 장군이 지휘하는 "Y 부대"에 합류하여 북부 버마 서부 윈난 전투에 참여했으며, 이 전투에서 일본 제55사단과 제56사단을 격파했다. 1945년까지 리미는 중장으로 승진하고 제1명예사단 지휘를 유지하면서 제8군단 지휘관으로 임명되었다.

## 국공 내전
장제스 주석의 개인 명령에 따라 리미, 두위밍, 추칭취안 장군은 1945년 6월 윈난성 지역 군벌 룽윈을 권좌에서 축출했다. 미군 병력은 리미의 제8군단에 많은 보급품과 물자를 제공했으며, 이는 중국 공산군과의 다가오는 싸움에서 매우 중요했다. 1948~1949년 회해 전역이 발발할 때까지 그는 중국 동부에서 공산군에 대해 여러 중요한 승리를 거둘 수 있었다.
1948년 11월, 리미, 쑨위안량, 추칭취안은 황바이타오 장군의 제7군을 구원하는 임무를 맡았지만, 적군에 의해 저지되었다. 허난성에서 적 진지를 공격하려던 중, 그와 두위밍, 쑨위안량, 추칭취안은 인민해방군에 포위되었다. 이 포위 이후 두위밍은 포로로 잡혔고, 추칭취안은 자살하거나 전사했다(실제 사망 원인 불명). 그리고 리미만이 난징으로 탈출할 수 있었다(다른 장군인 쑨위안량은 이전에 탈출했다).
장제스 주석은 그에게 옛 제13군을 재건하고 고향인 윈난성을 공산군 공격으로부터 방어하도록 지시했다. 공산군이 1949년 본토를 점령할 무렵, 리미는 이미 군대를 남서쪽으로 태국과 북부 미얀마의 샨 주로 철수시켰다. 1948년 미얀마가 독립을 선언하자, 리미는 자신의 "반공구국군"을 위해 독립 샨 정권을 수립했다. 이 기지들로부터 리미의 부대는 윈난성의 공산당 당국에 대한 게릴라 공격을 계속 수행했다.
윈난성에서 온 국민당군은 프랑스령 인도차이나로 이동하려 했지만, 이 병력들은 프랑스군에게 재빨리 무장 해제되고 체포되었다. 미얀마로 이동한 병력들은 처음에 태국 국경 근처 켕퉁 주 타칠레크 주변에 정착했다. 그곳으로 이동한 리미 휘하의 병력들은 제2차 세계 대전에서 일본군과 싸운 후 이 지역에 남아 있던 이전 국민당 병력에 합류했다. 리미가 이 지역으로 철수한 후, 리미는 이 지역의 모든 가용 국민당 병력을 재편성하여 자신의 지휘 아래 두었다. 리미의 병력은 이후 외국 관찰자들에게 "제93사단"으로 알려지게 되었다.

## 내전 후
리미의 미얀마 주둔 중화민국군은 미국이 제공하는 무기와 기타 보급품, 그리고 CIA 군사 고문의 비밀 지원을 부분적으로 받았지만, 주로 아편 재배 및 유통을 통해 자금을 조달했다. 처음에는 미국 전략가들이 리미의 "비정규군"이 공산주의를 봉쇄하려는 지역적 노력에 유용하다고 생각했지만, 몇 년 안에 워싱턴은 그들을 동일한 목표에 대한 위협으로 간주하기 시작했고, 장제스에게 그들을 제거하도록 심각한 압력을 가했다. 1953년, 리미를 포함한 7,000명의 병력이 타이완으로 공수되었지만, 훨씬 더 많은 병력은 남기로 결정했다. 7,000명의 병력은 버마-라오스 국경 주변에 주둔했고, 수천 명은 태국에 남아 있었다. 1961년 두 번째 철수가 발표될 무렵, 미국의 신뢰도, 미-버마 관계, 그리고 이 지역에서 공산주의를 봉쇄하려는 노력은 심각한 혼란에 빠져 있었다.
독립 후 미얀마의 총리 우 누는 리미의 활동을 억압하려 했고 그의 군대에 항복을 명령했지만 리미는 거부했다. 버마군이 리미를 공격하자 그는 몽삿으로 병력을 이동시켰다. 당시 미얀마는 두 개의 공산 게릴라 운동을 포함한 네 개의 다른 반란과 싸우고 있었고, 리미의 비정규군을 진지하게 추격할 만큼 강하지 않았다.
미얀마에 주둔한 리미 부대를 지원하기 위한 CIA 프로그램은 "작전 페이퍼"라고 불렸다. 작전 페이퍼는 태국을 경유지로 사용하여 타이완과 미얀마 사이에 무기와 보급품을 수송하는 것을 포함했다. 태국에 도착하면 이 보급품은 셔놀트 장군의 지휘 아래 CIA 소유 항공사인 CAT(민항공운공사)가 외교적 위장으로 두 개의 위장 회사를 통해 항공으로 수송할 예정이었다. 당시 태국 총리 쁠랙 피분송크람 (일명 "피분")은 태국-미얀마 관계 불량과 미국의 경제 및 군사 원조 약속 때문에 작전 페이퍼를 돕기로 동의했다.
1949년에서 1953년 사이에 리미의 부하들은 수천 명의 현지 부족민들을 강제로 입대시켰고, 타이완에서 온 수백 명의 전직 장교와 훈련관들로 보강되었다. 공산당이 점령한 윈난성에서 온 난민들도 그의 군대에 합류했다. 많은 이들이 현지 여성들과 결혼했고, 그들은 체계적으로 현지 아편 무역을 "장악"했다. 태국 군대의 도움으로 리미의 군대는 아편을 태국을 통해 거래하여 타이완에서 공급되는 무기와 보급품으로 교환했다. 그들은 이 기간 동안 윈난성을 장악하려는 심각한 시도를 했지만, 장기적인 성공을 거두지는 못했다. 한때 20,000명의 친국민당 병사들이 윈난성을 회복하려 했다. 작전은 그들의 병참 네트워크가 무너지기 전에 4개 현을 해방했지만, 리미의 부대는 목표를 달성할 수 없었다.

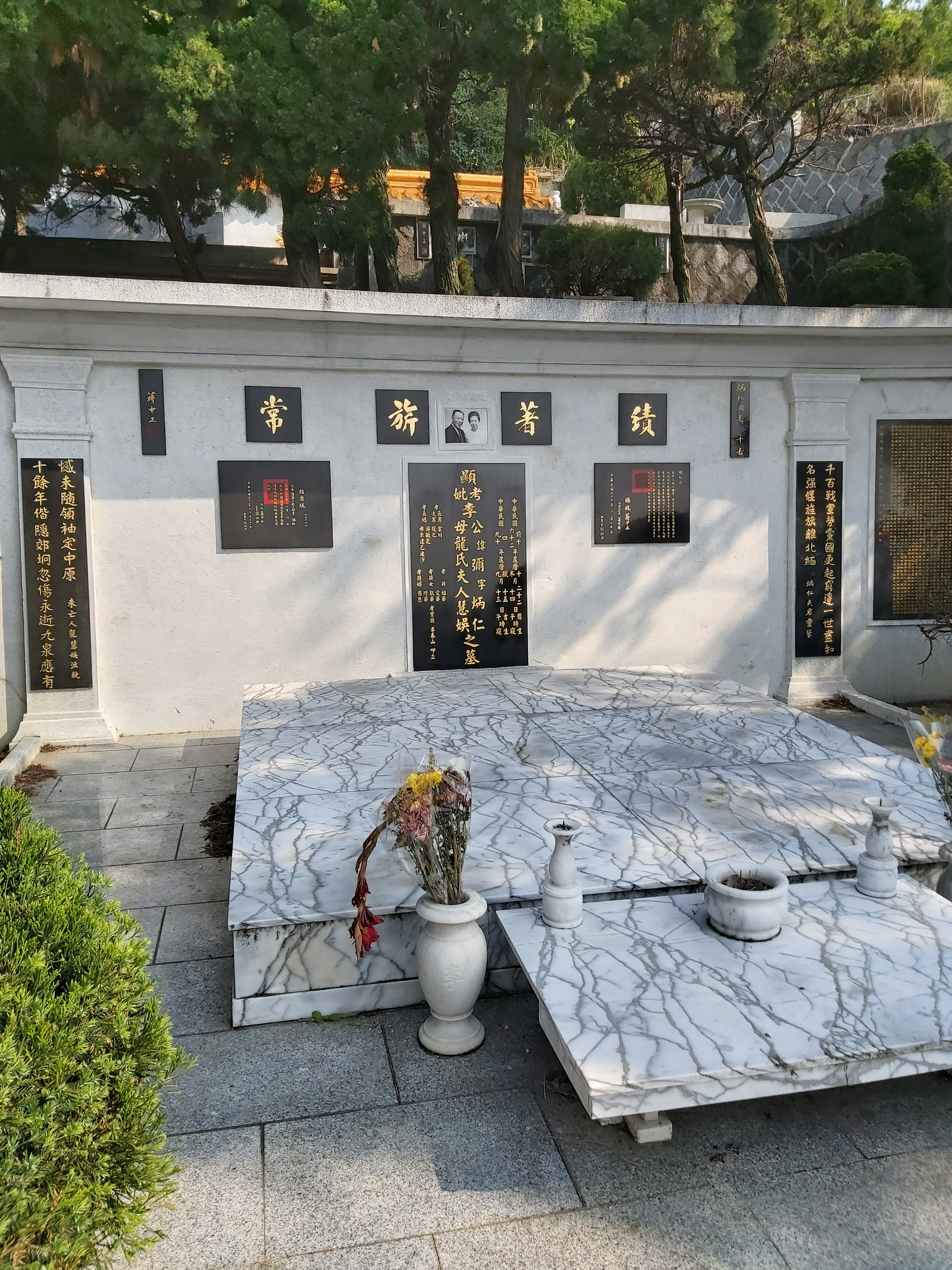
타이베이 양밍산 공동묘지에 있는 리미의 묘.

미국이 장제스에게 미얀마에서 국민당 병력을 철수하도록 압력을 가한 데에는 여러 가지 이유가 있었다. 버마 주둔 국민당 병력의 미국에 대한 유용성을 조사한 내부 문서는 그들이 "지역 방위 지원으로서 자유 세계에 대한 군사적 가치가 정규 조직된 버마군보다 낮다"고 결론 내렸다. 당시 미얀마에 주둔한 공산 반군들은 리미 부대의 존재를 자신들의 존재 이유로 삼는 것으로 알려졌다. 또한, 랑군이 리미 부대를 격파하는 데 자원을 투입한다면, 다른 공산 게릴라 운동을 격파하는 능력이 약화될 것이었다. 미국 국무장관 존 포스터 덜레스는 버마 정부가 리미 부대를 제거하기 위해 공산주의 단체들과 연합할 수도 있다고 우려했다. 중국이 그들을 진압하기 위해 미얀마를 침공할 수도 있다는 우려도 있었다.
1953년 타이완으로 돌아온 리미는 현역 군 복무에서 은퇴하고 국민당 입법원 의원과 당 중앙위원회 위원이 되었다. 그는 1973년 3월 10일 타이베이에서 사망했다.

## 유산
부분적인 병력 철수 후, 1960년 버마군은 인민해방군의 지원을 받아 남은 병력을 제거하려는 군사적 노력을 계속했다. 1961년까지 남아 있는 대부분의 국민당 병력은 해당 국가 정부와 군대의 동의를 얻어 라오스와 태국 내부에 기지를 옮겼다. 많은 병력이 태국과 라오스 정부에 의해 자국의 공산 반군을 진압하는 데 사용되었다.
1967년, 국민당 중국군은 지역 아편 생산 및 유통 통제권을 놓고 경쟁 군벌 쿤사와 전쟁을 벌였다. 그들은 뒤이은 "아편 전쟁"에서 빠르게 성공했고, 지역 아편 무역을 독점했다. 이후 장제스의 이 부대에 대한 통제권 재확립 노력은 실패했고, 그들은 사실상 국민당 통제로부터 독립하게 되었다.
1961년, 태국 북서부로 퇴각했던 리미의 전 병사들은 합법적인 지위가 없었기 때문에 현지 공산 반군과 싸우는 데 동의했다. 태국군의 명목상 지휘 아래, 이 부대는 "중국 비정규군"(CIF)으로 이름이 변경되었고, 반공 활동 자금을 조달하기 위해 아편을 계속 재배하고 유통했다. 1980년대 후반, 태국 정부는 CIF의 반공 활동이 성공적이었다고 결론 내렸고, 그들에게 태국 거주자 지위가 부여되었다. 그들의 후손들은 대부분 산티키리 마을 주변에 정착했다.